# Rücksicht
 "Rücksicht", Canção alemã no Festival Eurovisão da Canção 1983.
"Rücksicht" (em português: Consideração ou Respeito) foi a canção alemã no Festival Eurovisão da Canção 1983. Foi interpretada em alemão pelo duo Hoffmann & Hoffmann, (constituído por Bernd Hoffmann e Günter Hoffmann).
O referido tema tinha letra de Volker Lechtenbrink, música de Michael Reinecke e foi orquestrado por Dieter Reith.
A canção alemã foi a 14.ª a desfilar na noite do festival, a seguir à canção cipriota "I Agapi Akoma Zi e antes da canção dinamarquesa, "Kloden drejer", interpretada por Gry Johansen. A canção alemã terminou a competição recebendo 94 pontos e classificou-se em 5.º lugar (entre 20 países concorrentes).
A canção é cantada na perspetiva de um homem tentando compreender o que está errado na sua relação amorosa que estava passando uma fase má. Ela chega à conclusão que ambos têm de ter consideração um pelo outro, caso contrário, a relação terá de chegar ao fim.
A dupla luso-moçambicana Sérgio e Madi viria a gravar uma versão portuguesa deste tema no Verão de 1983, tornando-o assim mais conhecido em Portugal. Contudo, embora se tratasse da mesma música, a sua letra era um poema original, com o título de "Volta".